# Yama-no-kami
Yama-no-kami (山の神) est le nom donné aux kami des montagnes dans la religion shinto. Ceux-ci peuvent être de deux types différents. Le premier type est un dieu des Montagnes adoré par les chasseurs, bûcherons et charbonniers. Le second est un dieu de l'Agriculture qui descend de la montagne et est adoré par les agriculteurs. Ce kami est généralement considéré comme une déesse ou une divinité féminine.

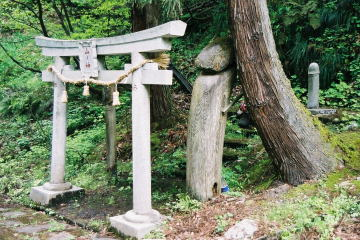
Torii à Niigata.

Parmi les yama-no-kami de la mythologie japonaise figurent :
- Ōyamatsumi (大山津見神?), père de Konohanasakuya-hime.
- Masakayamatsumi (正鹿山津見神?)
- Odoyamatsumi (淤縢山津見神?)
- Okuyamatsumi (奥山津見神?)
- Kurayamatsumi (闇山津見神?)
- Shigiyamatsumi (志藝山津見神?)
- Hayamatsumi (羽山津見神?)
- Harayamatsumi (原山津見神?)
- Toyamatsumi (戸山津見神?)
- Konohana-no-Sakuya (木花之開耶姫?), épouse de Ninigi-no-Mikoto et arrière-grand-mère de l'empereur Jinmu.
- Ōyamakui (大山咋神?), dieu du mont Hiei.
- Shirayama-hime (白山比咩神?), déesse du mont Haku.

L'équivalent dans la mythologie coréenne est le sansin (山神).

## Source de la traduction
- (en) Cet article est partiellement ou en totalité issu de l’article de Wikipédia en anglais intitulé « Yama-no-Kami » (voir la liste des auteurs).